# Тайна виллы «Грета»
«Тайна виллы „Гре́та“» — политический детектив режиссёра Тамары Лисициан, снятый на киностудии «Мосфильм» в 1983 году. Премьера фильма состоялась в апреле 1984 года.

## Сюжет
Действие фильма происходит в начале 1980-х годов в вымышленной западноевропейской стране. Накануне парламентских выборов обстановка в стране накалена до предела. Прогнозируется победа левых сил, выступающих против размещения на территории страны американских ядерных ракет, что вызывает резкое противостояние со стороны правых сил, а также резидентуры ЦРУ.
Журналисту газеты Яну Плинто через информатора удаётся достать сенсационную информацию о предстоящем крахе банка Лоуренса. После банкротства банка Лоуренса арестовывают. Он обещает дать показания, но неожиданно умирает в тюрьме. В банке производится обыск и в сейфе Лоуренса находят документы, которые указывают на его связь с масонской ложей «Щит и шлем», контролируемой американцами. Следователь Зафеси за деньги передает данные документы Плинто и вскоре погибает при переходе улицы. Плинто выясняет, что Лоуренс в тюрьме был отравлен надзирателем Марроне. Он встречается с Марроне и тот сообщает ему, что является членом ложи «Щит и шлем» и собрания ложи происходят на вилле «Грета», принадлежащей предпринимателю Каруна. Плинто тайно проникает на виллу и узнает, что масонская ложа планирует государственный переворот. Плинто сообщает об этом левому политику Окоресу. Тот в свою очередь докладывает об этом президенту страны. Президент принимает управление страной на себя, отправляет в отставку правительство, правоохранительные органы производят аресты членов масонской ложи.
Разоблачительные статьи Плинто привлекают внимание советника посольства США мистера Джонса, который пытается оказать давление на смелого журналиста. В ход идут и угрозы, и обещание щедрого финансирования, и обещание сделать его главным редактором газеты.
Вскоре Плинто становится главным редактором газеты. У него на глазах неизвестные похищают его невесту Каролину, которая является дочерью депутата Окореса. Ян делает вид, что принимает условия шантажистов, хотя втайне продолжает собственную игру. Вскоре Каролину освобождают.
В эпилоге фильма сообщается, что на состоявшихся выборах победил блок левых сил во главе с Окоресом, советник посольства США Джонс объявлен персоной нон грата, глава масонской ложи Каруни бежал из тюрьмы.
Сценарий написан по мотивам истории, связанной с деятельностью масонской ложи «П2» и политическим скандалом, разразившимся в 1981 году в Италии.

## В ролях
- Ивар Калныньш — Ян Плинто, репортёр уголовной хроники (озвучивает Сергей Малишевский)
- Александр Збруев — Марк Трани, газетный фотограф
- Юрий Соломин — Окорес, депутат от Национального фронта
- Елена Финогеева — Каролина, его дочь
- Валентин Никулин — Марроне, тюремный надзиратель
- Витаутас Томкус — Майкл Джонс, сотрудник американского посольства
- Ион Унгуряну — прокурор Сокдас (озвучивает Армен Джигарханян)
- Гурген Тонунц — Николо Зафеси, дядя Каролины
- Семён Фарада — «Головастик», вор-медвежатник
- Валдас Ятаутис — Каруна, магистр масонской ложи (озвучивает Анатолий Ромашин)
- Олег Анофриев — главный редактор
- Владимир Фирсов — корреспондент
- Семён Чунгак — Дзопас
- Павел Махотин — президент страны
- Эмиляно Очагавия — кандидат-коммунист (в титрах — Э. Очаговия)
- Валентин Кулик — представитель ЦРУ
- Эммануил Геллер — смотритель притона
- Константин Кошкин — помощник следователя
- Владимир Пицек — тюремный смотритель
- Валерий Беляков — громила
- Владимир Кремена — тюремный смотритель
- Мирча Соцки-Войническу — помощник Лоренца

## Съёмочная группа
- Автор сценария: Тамара Лисициан, Владимир Малышев
- Режиссёр-постановщик: Тамара Лисициан
- Оператор-постановщик: Михаил Демуров, Виктор Эпштейн
- Композитор: Игорь Ефремов
- Художник-постановщик: Георгий Колганов
- Режиссёр: О. Макарихин
- Оператор: Г. Верховский
- Звукооператор: Николай Кропотов
- Дирижёр: Э. Хачатурян
- Художник по костюмам: И. Винокурова
- Художник-гримёр: М. Ермакова
- Монтаж: О. Этенко
- Редактор: Е. Лебедева
- Музыкальный редактор: А. Лаписов
- Комбинированные съёмки:
  - Оператор: В. Евстигнеев
  - Художник: В. Клименков
- Консультанты: С. Лосев, В. Пигалёв
- Директор: Эрнст Вайсберг, З. Гризик

## Технические данные
- Обычный формат
- Цветной
- 2770,5 метра
- 101 минута